# Klaus Fredenhagen
Klaus Fredenhagen (* 1. Dezember 1947 in Celle) ist ein mathematischer Physiker und emeritierter Professor der Universität Hamburg (II. Institut für Theoretische Physik).

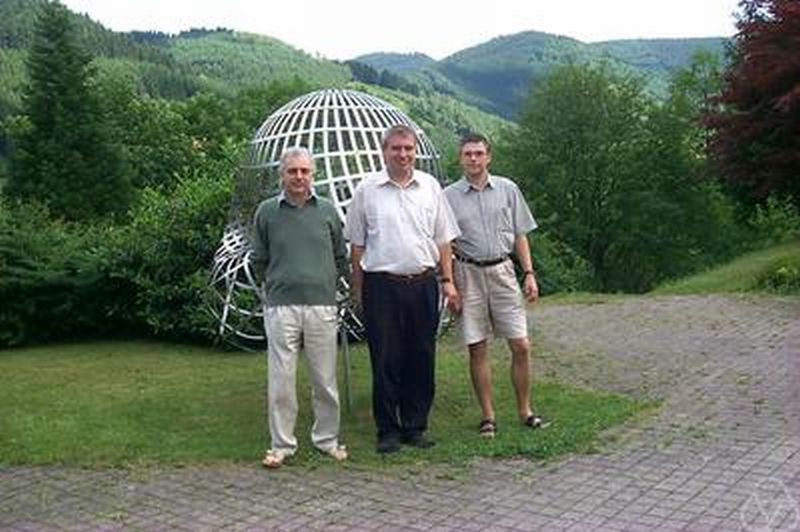
Klaus Fredenhagen (Mitte) mit Roberto Longo (links) und Karl-Henning Rehren (2002 in Oberwolfach)

## Leben und Karriere
Klaus Fredenhagen promovierte 1976 an der Universität Hamburg bei Gert Roepstorff und Rudolf Haag mit der Dissertation: Die Quantenelektrodynamik mit einem Freiheitsgrad für das Photonfeld. 1985 wurde er Privatdozent und 1990 als Nachfolger des 1987 emeritierten Rudolf Haag Professor am 2. Institut für Theoretische Physik der Universität Hamburg. 2013 wurde er emeritiert.
1987 erhielt er den Physik-Preis der Akademie der Wissenschaften zu Göttingen. 1997 war er Leibniz-Professor in Leipzig.
Klaus Fredenhagen stammt aus einer Professorenfamilie. Er ist der Enkel von Karl Fredenhagen, Vater von  Stefan Fredenhagen, der Professor für mathematische Physik und Dekan der physikalischen Fakultät an der Universität Wien ist und Onkel von Martin Weissenborn, welcher Professor für Bioorganische Chemie an der Martin-Luther-Universität Halle-Wittenberg ist.

## Werk
Zu seinen Forschungsinteressen gehört unter anderem die algebraische Quantenfeldtheorie sowie Quantenfeldtheorien in gekrümmten Raumzeiten. 1981 gab er einen Beweis für die Existenz von Antiteilchen in Quantenfeldtheorien von massiven Teilchen, der unter allgemeineren Voraussetzungen als die Beweise über das TCP-Theorem galt. 1990 bewies er mit Rudolf Haag die Existenz der Hawking-Strahlung schwarzer Löcher unter sehr allgemeinen Voraussetzungen. 1994 untersuchte er mit Sergio Doplicher und John E. Roberts die Quantenstruktur der Raumzeit auf der Planck-Skala als Basis der Quantengravitation. In den 1990er Jahren wandte er mit Romeo Brunetti mikrolokale Analysis für eine Verallgemeinerung des Renormierungsverfahrens von Epstein und Glaser für wechselwirkende Quantenfeldtheorien in gekrümmten Raumzeiten an.  Mit Detlev Buchholz arbeitet er an einem neuen Zugang zu wechselwirkenden Quantenfeldtheorien über C*-Algebren.

## Schriften (Auswahl)
- Detlev Buchholz, K. Fredenhagen: Locality and the structure of particle states, Comm. Math. Phys., Band 84, 1982, S. 1–54
- K. Fredenhagen, R. Haag: Generally covariant quantum field theory and scaling limits, Comm. Math. Phys., Band 108, 1987, S. 91–115
- D. Buchholz, C. D’Antoni, K. Fredenhagen: The universal structure of local algebras, Comm. Math. Phys., Band 111, 1987, S. 123–135
- K. Fredenhagen, K.-H. Rehren, Bert Schroer: Superselection sectors with braid group statistics and exchange algebras, Teil I, Comm. Math. Phys., Band 125, 1989, S. 201–226, Teil II: Geometric aspects and conformal covariance, Reviews in Mathematical Physics, Band 4, 1992, S. 113–157
- K. Fredenhagen, R. Haag: On the derivation of Hawking radiation associated with the formation of a black hole, Comm. Math. Phys., Band 127, 1990, S. 273–284
- S. Doplicher, K. Fredenhagen, J. E. Roberts: Spacetime quantization induced by classical gravity, Physics Letters B, Band 331, 1994, S. 39–44
- Sergio Doplicher, Klaus Fredenhagen, John E. Roberts: The quantum structure of spacetime at the Planck scale and quantum fields. In: Commun. Math. Phys. Band 172, 1995, S. 187–220, doi:10.1007/BF02104515, arxiv:hep-th/0303037.
- R. Brunetti, K. Fredenhagen, M. Köhler: The microlocal spectrum condition and Wick polynomials of free fields on curved spacetimes, Comm. Math. Phys., Band 180, 1996, S. 633–652
- M. Dütsch, K. Fredenhagen: A local (perturbative) construction of observables in gauge theories: the example of QED, Comm. Math. Phys., Band 203, 1999, S. 71–105
- Romeo Brunetti, K. Fredenhagen: Microlocal Analysis and Interacting Quantum Field Theories: Renormalization on Physical Backgrounds, Comm. Math. Phys., Band 208, 2000, S. 623–661
- M. Dütsch, K. Fredenhagen: Algebraic quantum field theory, perturbation theory, and the loop expansion, Comm. Math. Phys., Band 219, 2001, S. 5–30
- D. Bahns, S. Doplicher, K. Fredenhagen, G. Piacitelli: On the unitarity problem in space/time noncommutative theories, Phys. Lett. B, Band 533, 2002, S. 178–181
- R. Brunetti, K. Fredenhagen, R. Verch: The generally covariant locality principle – a new paradigm for local quantum field theory, Comm. Math. Phys., Band 237, 2003, S. 31–68
- R. Brunetti, K. Fredenhagen: The algebraic approach to QFT. In: Elsevier Encyclopedia of Mathematical Physics. 2004, arxiv:math-ph/0411072.
- Klaus Fredenhagen, Karl-Henning Rehren, Erhard Seiler: Quantum field theory – where we are. In: Lect. Notes Phys. Band 721, 2007, S. 61–87, doi:10.1007/978-3-540-71117-9_4, arxiv:hep-th/0603155.
- Bär, Fredenhagen (Hrsg.): Quantum field theory on curved spacetimes - concepts and mathematical foundations. In: Lecturenotes in Physics, Band 786, Springer 2009 (darin Fredenhagen, Romeo Brunetti Quantum field theory on curved backgrounds, S. 129, arxiv:0901.2063)
- R. Brunetti, M. Dütsch, K. Fredenhagen: Perturbative algebraic quantum field theory and the renormalization groups, Advances in Theoretical and Mathematical Physics, Band 13, 2009, S. 1541–1599
- Weitere Arbeiten Fredenhagens auf dem arxiv Preprint-Server